# فلسفه تاریخ (کتاب)
فلسفه تاریخ مجموعه‌ای سه جلدی است که حاصل پیاده‌سازی درس‌های فلسفه تاریخِ مرتضی مطهری است که در سال‌های ۱۳۵۵ تا ۱۳۵۷ توسط او تقریر شده است. روش درس به این صورت بوده است که کتابی در موضوع فلسفه تاریخ معرفی می‌شد و شاگردان به ترتیب روی فصول مختلف کتاب کنفرانس می‌دادند و مطهری در ضمن کنفرانس افراد یا پس از آن، مطالب خود را ذکر می‌کرده است. ابتدا بخشی از کتاب لذات فلسفه ویل دورانت مورد بحث قرار گرفته و بعد از آن کتاب «تاریخ چیست» ای اچ کار و بعد کتاب «مارکس و مارکسیسم» اثر آندره پی‌یتر. جلد اول شامل بحث پیرامون دو کتاب اول است.

## اطلاعات کتاب‌شناختی
چاپ چهاردهم کتاب توسط انتشارات صدرا در دی‌ماه ۱۳۸۵ در قطع وزیری و در سه جلد به طبع رسیده است.

## فهرست

### جلد اول
جلد اول شامل هفت بخش است.
1. عوامل محرک تاریخ
2. ارزش تاریخ
3. جامعه و فرد
4. تاریخ و علم، تاریخ و مذهب، تاریخ و اخلاق
5. علیت در تاریخ
6. تکامل تاریخ
7. پیش‌بینی آینده

### جلد دوم
شامل سه بخش است. در بخش اول ریشه‌های فکری مارکس و تاثیرپذیری او از هگل و فویرباخ مورد بحث قرار گرفته است. در بخش دوم نظریه معروف مارکس، مادی‌گرایی تاریخی، تحلیل شده و دربارهٔ تناقض این نظریه و منطق دیالکتیک و نیز دربارهٔ تعدیل مارکس و انگلس در نظریه جبر اقتصادی سخن رفته است. در بخش سوم موضوعاتی همچون رابطه انسان و کار، پراگماتیزم، تعارض میان فلسفه عمل و جبر تاریخ بحث شده است.
1. ریشه‌های فکری فلسفه مارکس
2. مادی‌گرایی تاریخی
3. پرکسیس یا فلسفه عمل